# برج ترويانا
برج ترويانا (بالإيطالية: Torre Troyana)‏ وقد سُمي بهذا الاسم نسبةً لعائلة ترويا (بالإيطالية: Troya)‏ التي بنته هو برجٌ في مدينةِ أستي بإيطاليا، كما تُعتبَر أحد الرموز الرئيسية للمدينة. برج ترويانا هو في الأصلِ أو الواقع برج ناقوس أو برج جرسٍ قائم بذاته، وفي القرن التاسع عشر تم استخدامه للإشارة إلى التوقيت أثناء النهار.

## المبنى
يبلغ ارتفاعُ هذا الرج نحوَ 44 مترًا وهو مربَّعٌ من حيثُ التخطيطِ مع جوانب يبلغُ طولها 5.90 مترًا، وينتهي بشرافات تعلوها قمة معدنية تغطّي الساعة.

## التاريخ
بُني الطابق السفلي في أواخر القرن الثاني عشر، لكنّ الباني الأصلي غير معروف، ومع ذلك فقد ظلَّ البناء ظل غير مكتملٍ. في النصف الأول من القرن الثالث عشر، اشترت عائلة المصرفيين الثريّة والمشهورة حينها تروخا أو تروجا (بالإيطالية: Troja)‏ والتي صارت تُعرَف فيما بعد باسمِ ترويا البرج غير المكتمل واستأنفت البناء، ثم تمَّ لانتهاء من البرج في وقتٍ ما بين 1260 و1280. كان من الممارسات الشائعة للعائلات القوية والغنية في العصورِ الوسطى بناء برج طويل للتباهي بثرواتهم حيث بني حوالَي 120 برجًا في أستي، ولا يزال العديد منها باقيًا لحدّ اليوم.
بعدما قلَّ شأنُ عائلة ترويا في النصف الثاني من القرن الرابع عشر، تم إلحاق البرج بالمبنى المجاور، الذي كان مقر حكومة المدينة، برئاسة دوقات أورليان. في وقت لاحق من عام 1422، قام فيليبو ماريا فيسكونتي بنقل مقر الحكومة إلى مبنى آخر وتم تخصيص المبنى السابق ليستخدمهُ مجلس المدينة، ثم وُضعَت ساعة في البرج وفي عام 1470 أضيف السقف والبرج. تم نقل مقر مجلس المدينة مرة أخرى في وقت لاحق، لكن البرج احتفظ بوظيفته العامة. في عام 1560، تبرع إيمانويل فيليبرت، دوق سافوي أخيرًا بالبرج لمجلس المدينة. جديرٌ بالذكرِ هنا أنّ هذا البرج قد رُمِّمَ عام 1905.

## الجرس
وُضعَ الجرس لأول مرة في البرج في أوائل القرن الخامس عشر، ولكن يرجع تاريخ الجرس الحالي إلى القرن السادس عشر وهو ثاني أقدم جرس في بيدمونت وأقدم جرس لا يزال يمثل الساعات، وهو الأقدم المحفوظ في المتحف. وفقًا لبعض السجلات القديمة، تم إنشاء الجرس عام 1531. يبلغ قطرها وارتفاعها 120 سنتيمتر (47 بوصة)، يزن 1.4 طن متري (220 ستون). في العصور الوسطى، كان من الممارسات الشائعة استخدام الأجراس كمصدر للحديد لتزويرِ المدافع في زمن الحرب، عندما كان من الضروري تسريع إنتاجها. يذكر النقش أن حديد المدفع كان يستخدم في تشكيل الجرس، ربما بعد انتهاء الحرب.